# Image Comics

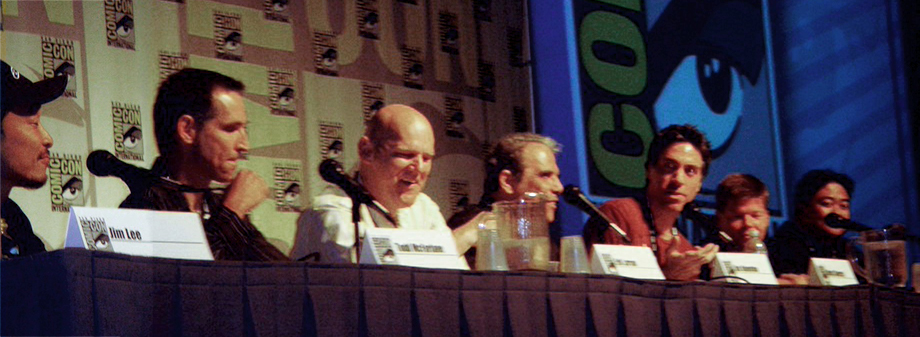
Decimoquinto aniversario de Image Comics, celebrado en la Convención Internacional de Cómics de San Diego 2007. De izquierda a derecha Lee, McFarlane, Larsen, Valentino, Silvestri, Liefeld y Portacio.

Image Comics es una editorial independiente estadounidense, dedicada a la publicación y distribución de historietas, es la tercera en volumen de ventas al mercado directo de cómics de Estados Unidos. Entre más conocida por publicar series de cómics como Spawn, The Walking Dead, Invencible, Saga,Jupiter's Legacy, The Darkness, Youngblood, Savage Dragon, Gen13, WildCats, Witchblade, The Maxx y Kiss: Psycho Circus, entre otros.
Fue fundada en 1992 por siete dibujantes que abandonaron Marvel Comics para formar su propia editorial y mantener el copyright de sus creaciones, Todd McFarlane (entonces dibujante de Spider-Man), Erik Larsen (Hulk), Jim Valentino (Guardianes de la galaxia), Marc Silvestri (Wolverine), Rob Liefeld (X-Force), Whilce Portacio (Uncanny X-Men) y Jim Lee (X-Men). Con la excepción de Whilce Portacio, cada artista creó un estudio bajo el sello de Image Comics para propias creaciones, Todd McFarlane Productions (Todd McFarlane) Wildstorm Studios (Jim Lee),.Top Cow Productions (Marc Silvestri), Shadowline (Jim Valentino), Extreme Studios (Rob Liefeld) y Highbrow Entertainment (Erik Larsen).
En 1996, Rob Liefeld renunció a Image anticipándose a un voto de los demás socios para expulsarlo de la editorial. Fue demandado judicialmente por sus socios, que le acusaban de tomar malas decisiones empresariales, como cubrir deudas propias con fondos de la editorial, copiar dibujos de sus compañeros o utilizar los medios de la editorial para promocionar series que luego publicaba a través de otra editorial de su propiedad (Maximum Press).[cita requerida]
En 1998, Jim Lee abandona Image y vende Wildstorm Studios a DC Comics convirtiéndose en una subdivisión del gigante editorial, hasta que fue cerrada en 2010.
En 2008, Robert Kirkman es nombrado socio de la editorial, el primer guionista con este cargo. En 2010 fundó Skybound, su propio estudio.
El éxito de Image Comics cambió significativamente la posición de los autores dentro de la industria de historietas y se ha posicionado como la tercera editorial más importante del género en Estados Unidos, detrás Marvel Comics y DC Comics.